# Jurien Bay
Jurien Bay is een kustplaats in de regio Wheatbelt in West-Australië. Het ligt aan de Jurien Bay langs de Indische Oceaan, 220 kilometer ten noorden van Perth en 195 kilometer ten zuiden van Geraldton. Jurien Bay is bekend als vakantiebestemming en voor de kreeftindustrie.

## Geschiedenis
De Juat Nyungah Aborigines waren de oorspronkelijke bewoners van de streek. In de grotten rond Jurien Bay werden stenen aboriginesartefacten gevonden. Het gebied tussen Green Head en Jurien Bay bevat het hoogste aantal stortplaatsen (En:middens) van door Aborigines achtergelaten mosselschelpen in het zuidwesten van West-Australië.
Reeds vanaf de 17e eeuw voeren Europese ontdekkingsreizigers langs de West-Australische kust. Jurien Bay werd op 1 juli 1801 door Louis de Freycinet, lid van een Franse expeditie onder het gezag van Nicolas Baudin, naar Charles Marie Jurien vernoemd, een ambtenaar van La Royale. Kapitein Philip Parker King bezocht de baai met de brik Bathurst in 1822 en luitenant William Preston met de schoener Thetis in 1830. In 1865 werd de baai opgemeten door James Harding, de havenmeester van de haven van Fremantle. Een uitgebreidere studie werd in 1875 uitgevoerd door stafchef W.E. Archdeacon.
In de jaren 1850 nam Walter Padbury grond op in de streek. Zijn neef John Grigson beheerde de pastorale lease voor hem. In 1885 werd een aanlegsteiger gebouwd vanwaar men wol, graan, dierenhuiden en vleermuizenmest verscheepte. In het begin van de 20e eeuw werd voor de kust aan visvangst gedaan en ontstond er een tijdelijk vissersdorpje in de omgeving van de aanlegsteiger. In 1931 werd een kerk gebouwd. Tijdens de Tweede Wereldoorlog werd ze afgebroken opdat ze niet als oriëntatiepunt bij Japanse luchtaanvallen zou dienen. In de jaren 1950 begon men er vakantiehuisjes te bouwen. Het plaatsje Jurien Bay werd officieel gesticht in 1956. Drie jaar later werd de naam veranderd naar Jurien maar in 1999 werd het terug Jurien Bay. In de jaren 1960 ontwikkelde er een kreeftindustrie. Er werden nieuwe aanlegsteigers en een startbaan gebouwd. In 1988 kreeg Jurien Bay een jachthaven.

## 21e eeuw
In augustus 2003 werd het Jurien Bay Marine Park opgericht.
Jurien Bay werd het administratieve en dienstencentrum van het lokale bestuursgebied Shire of Dandaragan.
In 2021 telde Jurien Bay 1.985 inwoners tegenover 1.343 in 2006.

## Toerisme
- De Jurien Bay Snorkel Trail is een informatieve onderwaterroute over een artificieel rif aan de oude aanlegsteiger. Men kan er duiken en snorkelen en aan de hand van 'zwemkaarten' de fauna en flora bestuderen.[8]
- Het Jurien Bay Marine Park bestaat uit een rif en eilanden die een lagune beschermen. Op de eilanden jongeren zeeleeuwen en broeden zeevogels. Men kan er migrerende walvissen spotten. Er wordt gesnorkeld en gedoken over bedden met zeegras waar dolfijnen, zeehonden, inktvissen en tal van jonge vissen leven. Er zijn verschillende plaatsen vanwaar men kan vissen.[9]
- Grenzend aan het marinepark ligt het nationaal park Nambung. Het omvat de Pinnacles Desert met kalkstenen pilaren die de plaats een buitenaards karakter geven. Men vindt er een uitkijkpunt en het Pinnacles Discovery Centre. Er zijn tal van baaien en stranden vanwaar men kan vissen of in het marinepark zwemmen en snorkelen. Rond Lake Thetis in het noorden van het park ligt een wandelpad vanwaar men thrombolieten kan waarnemen.[10]
- In het nationaal park Drovers Cave bevinden zich tal van grotten. Alle grotten zijn afgesloten om vandalisme tegen te gaan.[11]
- Het nationaal park Lesueur staat bekend voor haar wilde bloemen. Er leven meer dan 900 plantensoorten, 122 vogelsoorten en 52 reptielensoorten.[12]
- Het nationaal park Badgingarra staat bekend voor haar zandvlakten en wilde bloemen.[13]

## Transport
Jurien Bay ligt langs de in 2010 geopende Indian Ocean Drive. Het kustplaatsje wordt driemaal per week bediend door de busdienst van Integrity Coach Lines tussen Perth en Broome.
Jurien Bay heeft een luchthaven: Jurien Bay Airport (IATA: JUR, ICAO: YJNB).

## Klimaat
Jurien Bay kent een warm mediterraan klimaat, Csa volgens de klimaatclassificatie van Köppen. De gemiddelde jaarlijkse temperatuur ligt rond 18 °C. De gemiddelde jaarlijkse neerslag bedraagt ongeveer 560 mm.
| Maand                                  | jan  | feb  | mrt  | apr  | mei  | jun   | jul   | aug  | sep  | okt  | nov  | dec  | Jaar  |
| -------------------------------------- | ---- | ---- | ---- | ---- | ---- | ----- | ----- | ---- | ---- | ---- | ---- | ---- | ----- |
| Gemiddeld maximum (°C)                 | 30,0 | 30,8 | 29,4 | 26,4 | 23,3 | 20,7  | 19,6  | 20,0 | 21,3 | 23,4 | 25,9 | 28,2 | 24,9  |
| Gemiddeld minimum (°C)                 | 17,2 | 18,0 | 16,7 | 14,0 | 11,7 | 10,2  | 9,4   | 9,4  | 10,0 | 11,3 | 13,6 | 15,6 | 13,1  |
|                                        |      |      |      |      |      |       |       |      |      |      |      |      |       |
| Neerslag (mm)                          | 8,1  | 14,0 | 14,4 | 29,5 | 75,0 | 105,2 | 113,2 | 80,4 | 44,3 | 25,3 | 17,4 | 6,6  | 533,4 |
| Regendagen (dag)                       | 1,0  | 1,2  | 1,8  | 4,5  | 8,7  | 11,4  | 13,2  | 11,3 | 8,2  | 4,9  | 3,2  | 1,3  | 70,7  |
| Relatieve luchtvochtigheid (%)         | 59   | 58   | 58   | 59   | 61   | 63    | 65    | 62   | 62   | 60   | 59   | 59   | 60,4  |
| Bron: Australian Bureau of Meteorology |      |      |      |      |      |       |       |      |      |      |      |      |       |

## Galerij

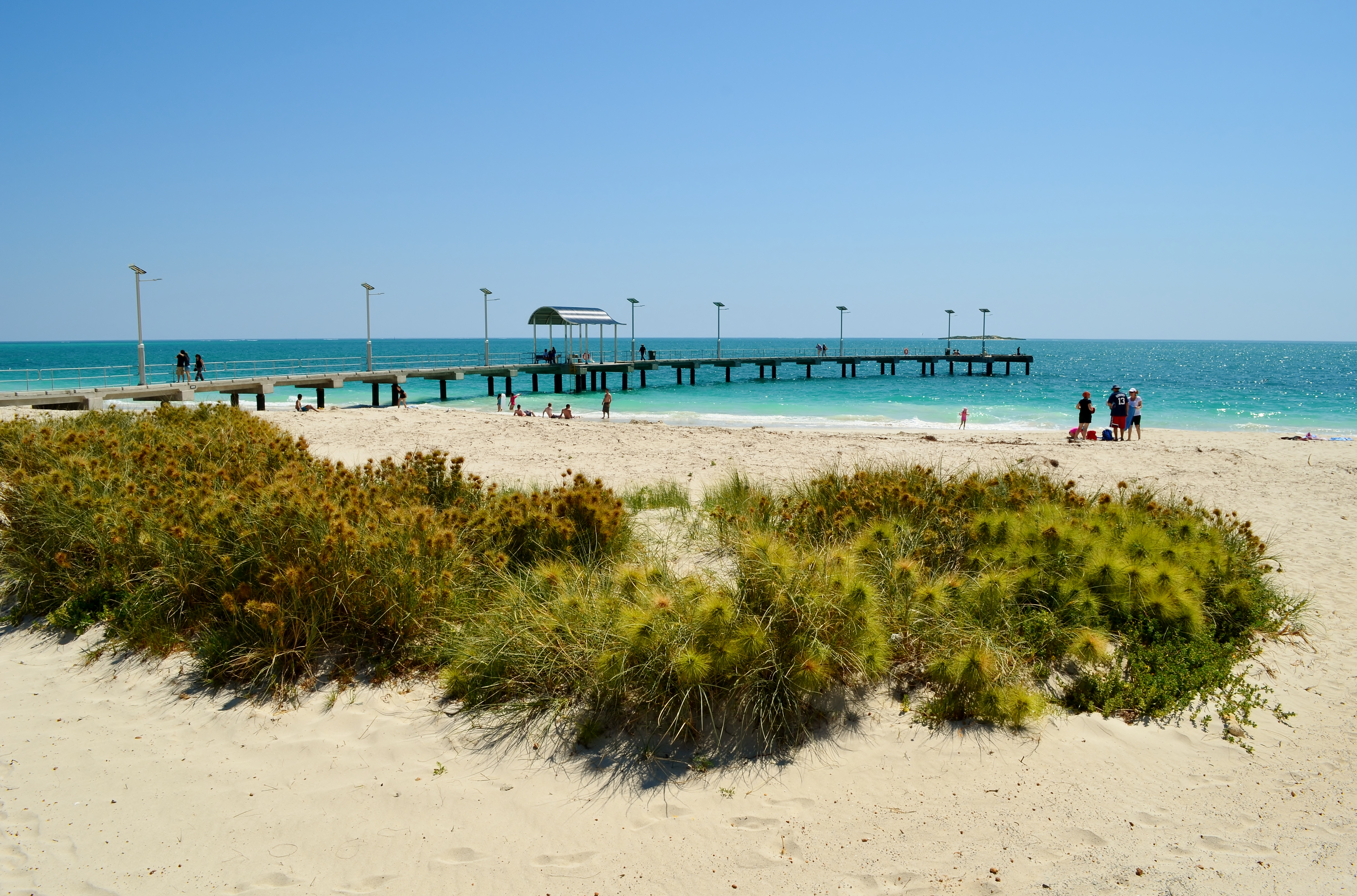
nieuwe aanlegsteiger
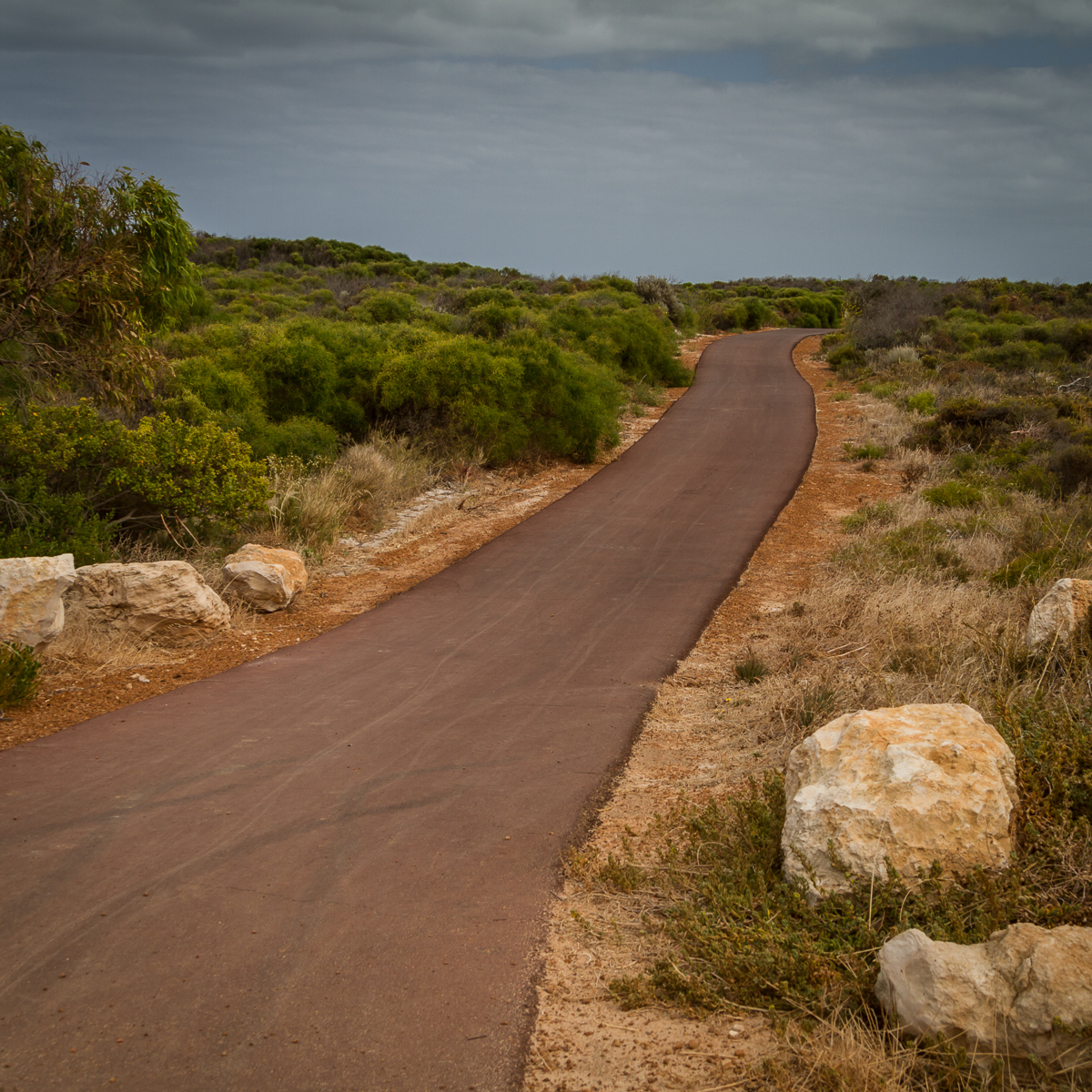
kustpad
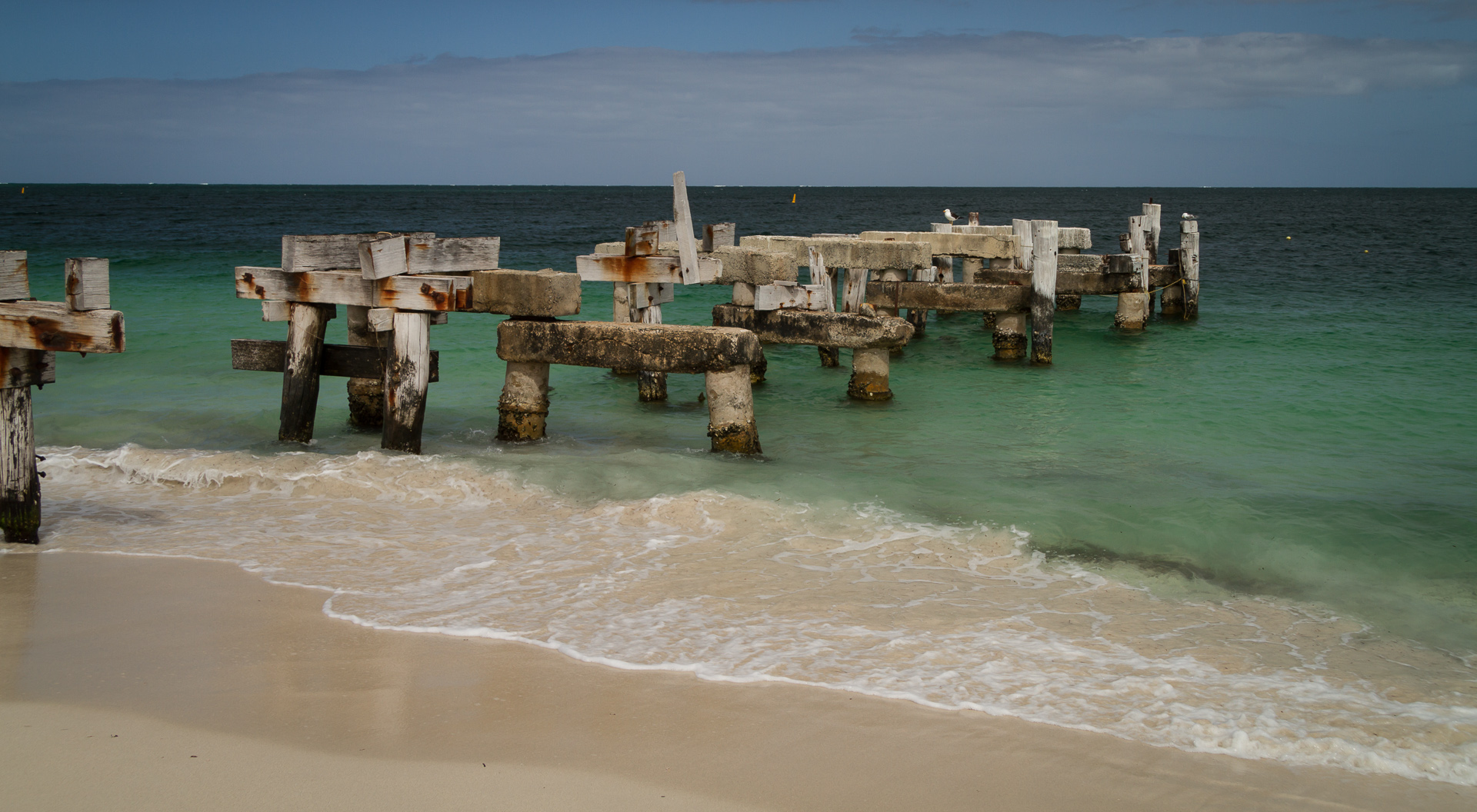
oude aanlegsteiger
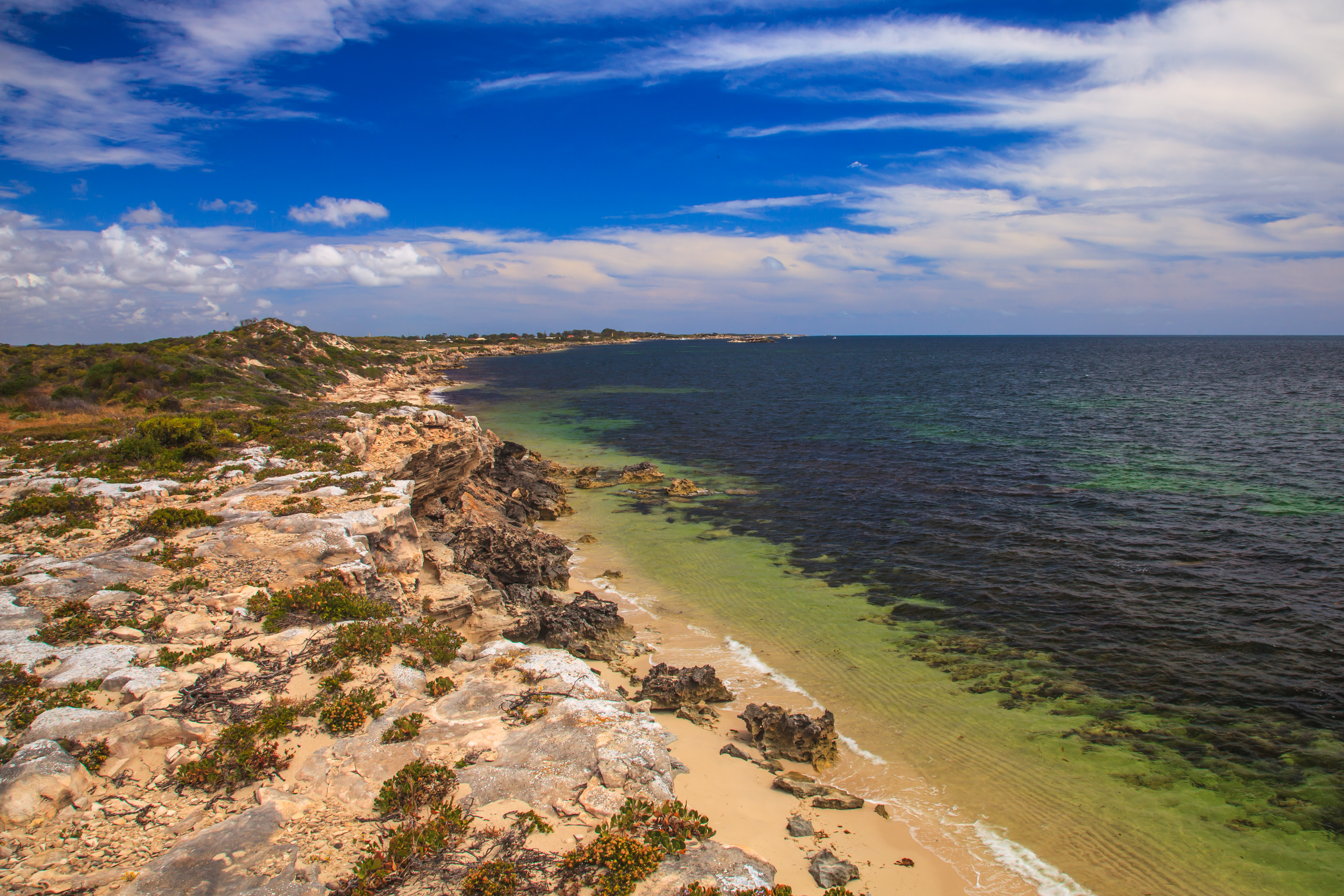
de kust nabij Jurien Bay
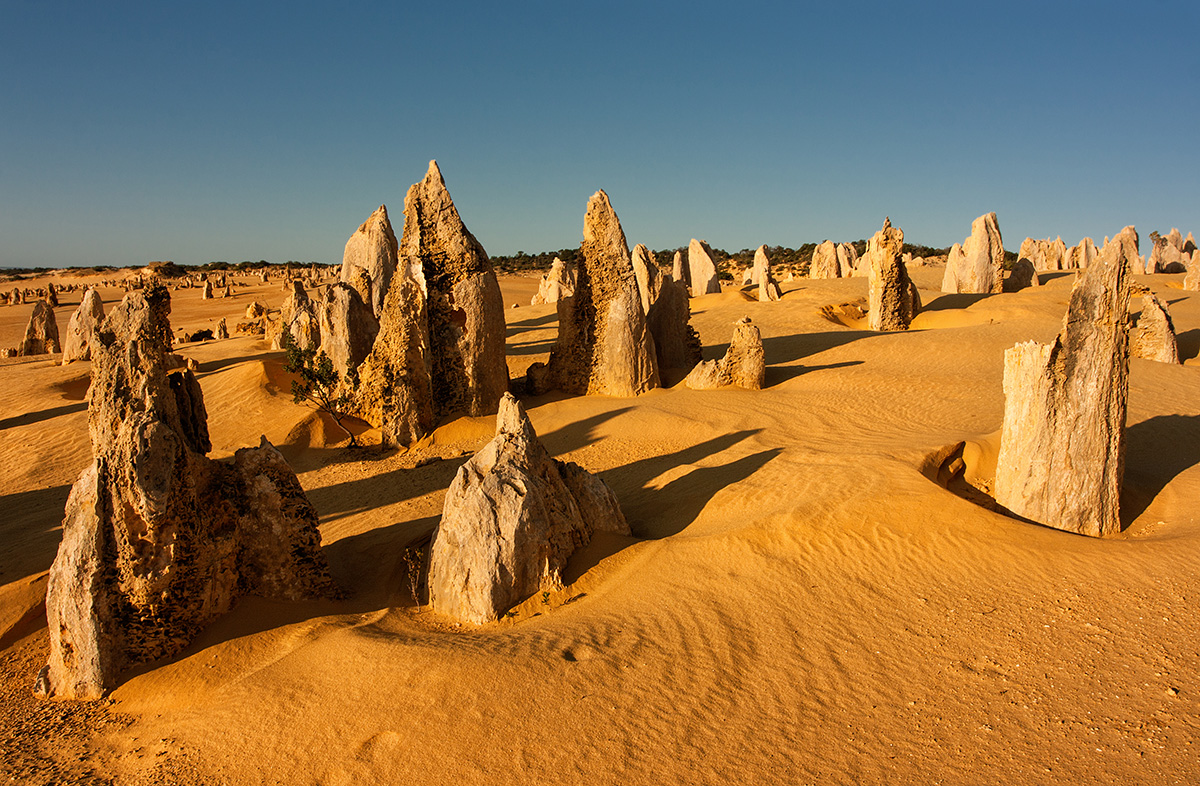
Pinnacles

Aldersyde · Amery · Ardath · Arthur River · Baandee · Babakin · Badgingarra · Badjaling · Bailup · Bakers Hill · Balkuling · Ballaying · Ballidu · Beacon · Beenong · Beermullah · Bejoording · Belka · Bencubbin · Bendering · Benjaberring · Beverley · Bilbarin · Bindi Bindi · Bindoon · Bodallin · Bolgart · Bonnie Rock · Boolading · Booraan · Brookton · Bruce Rock · Bullaring · Bullfinch · Bulyee · Bungulla · Buntine · Burakin · Burracoppin · Cadoux · Calingiri · Campion · Caraban · Carrabin · Cataby · Cervantes · Chandler · Chittering · Clackline · Cold Harbour · Congelin · Coomberdale · Copley · Corrigin · Cowcowing · Crossman · Cuballing · Culbin · Cunderdin · Dalwallinu · Dandaragan · Dangin · Darkan · Dattening · Dongolocking · Doodlakine · Dowerin · Dudinin · Dumbleyung · Duranillin · Dwarda · Ejanding · Elabbin · Erikin · Gabbin · Gingin · Goomalling ·  Grass Valley · Greenhills · Guilderton · Gwambygine · Harrismith · Highbury · Hines Hill · Holt Rock · Hyden · Jelcobine · Jennacubbine · Jennapullin · Jitarning · Jurien Bay · Kalannie · Karlgarin · Kellerberrin · Kondinin · Kondut · Koojan · Koolyanobbing · Koorda · Korbel · Korrelocking · Kukerin · Kulin · Kulja · Kulyaling · Kunjin · Kununoppin · Kweda · Kwelkan · Kwolyin · Lancelin · Lake Brown · Lake Grace · Lake King · Ledge Point · Manmanning · Marvel Loch · Meckering · Meenaar · Merredin · Miling · Minnivale · Mogumber · Mokine · Moodiarrup · Mooliabeenee · Moora · Moorine Rock · Moorumbine · Moulyinning · Mount Hardey · Mount Kokeby · Mount Walker · Muchea · Mukinbudin · Muntadgin · Nalya · Nangeenan · Narembeen · Narrogin · New Norcia · Newdegate · Nilgen · Nokaning · North Bannister · Northam · Nukarni · Nungarin · Pantapin · Piawaning · Piesseville · Pingaring · Pingelly · Pithara · Popanyinning · Quairading · Quindanning · Regans Ford · Seabird · Shackleton · Southern Cross · Spencers Brook · Tammin · Tincurrin · Toodyay · Trayning · Varley · Wagin · Walebing · Walgoolan · Wandering · Wannamal · Watheroo · Welbungin · West Dale · West Toodyay · Westonia · Wialki · Wickepin · Wilbinga · Williams · Wongan Hills · Woodridge · Wubin · Wundowie · Wyalkatchem · Yealering · Yelbeni · Yellowdine · Yilliminning · Yerecoin · York · Yorkrakine · Yornaning · Yoting · Youndegin